# Marie-Eugène Debeney
Pour les articles homonymes, voir Debeney.
Marie Eugène Debeney, né le 5 mai 1864 à Bourg-en-Bresse et mort le 6 novembre 1943 dans la même ville, est un général français, grand-croix de la Légion d'honneur et médaillé militaire. 
Il prend une part active à la Première Guerre mondiale. Pendant l'entre-deux-guerres, membre du Conseil supérieur de la guerre dès 1920 et Chef d'état-major général de l'armée de 1924 jusqu'en 1930, il joue un rôle central dans l'organisation de l'Armée française.

## Biographie

### Famille
Marie Eugène Debeney naît de Marie-Adélaïde Morellet et d'un père notaire Cyrille Jean Baptiste Debeney en 1864. Il est le troisième enfant du couple et est marié le 27 juillet 1889, Bourg-en-Bresse (Ain), avec Marie-Caroline Lacombe. Le couple a six enfants : Victor Debeney, Marie-Jeanne Debeney, Marie-Gabrielle Debeney,  Marie-Thérèse Debeney, Marie-Geneviève Debeney, François Debeney. 
Son fils est le général de division Victor Debeney (Marie Cyrille Victor Debeney, 26 avril 1891, Bourg (Ain) - 1er mars 1956, Paris), grièvement blessé lors de la Première Guerre mondiale et qui fut lors de la Seconde Guerre mondiale, le chef du secrétariat du  maréchal Pétain.

### Formation
D'abord passé par l'Institution des Chartreux à Lyon puis entré à Saint-Cyr en 1884 à l'âge de 20 ans, il décide d'intégrer le corps des chasseurs à pied à sa sortie,.
En 1914, il est lieutenant-colonel et membre du Conseil supérieur de Guerre, partisan  de  la tactique d'infanterie l'attaque à outrance.

### Première Guerre mondiale
Il est affecté au début de la guerre comme sous-chef à l'état-major de la  Ire Armée puis est affecté à la VIIe en 1916 et de nouveau la Ire Armée en juin 1917 en tant que commandant, poste qu'il occupera jusqu'à la fin du conflit. C'est donc à la tête de la  Ire Armée qu'il prend l'offensive à Montdidier (entre le 8 et 10 août 1918), remporte la bataille de Saint-Quentin où il défait le général Paul von Hindenburg. Il a l'insigne honneur de recevoir, sur le front à la Flamengrie, le 7 novembre les ministres plénipotentiaires allemands venus négocier l'armistice. Il les accompagne pour dîner au presbytère de la commune d'Homblières avant de se rendre le 11 novembre pour l'armistice.

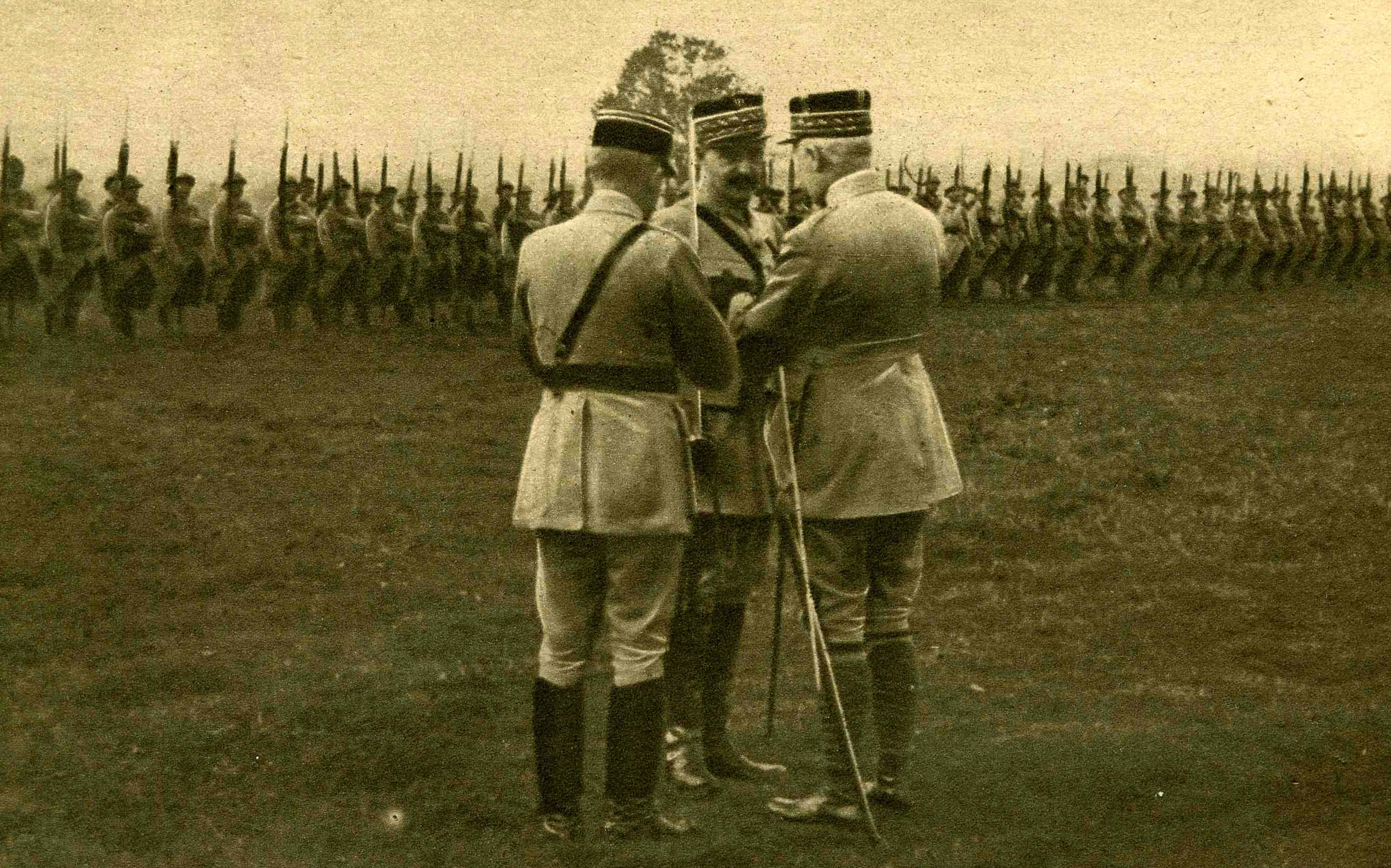
Dans l'Oise, le général Debeney reçoit les insignes de Grand officier de la Légion d'honneur des mains du général Pétain, accompagné du général Fayolle.

### Chef d'état-major des armées après 1918
À l'issue de la victoire, il est nommé commandant de l'École de Guerre, de 1919 à 1924. Il devient également membre du conseil supérieur de la guerre en 1920, jusqu'à sa retraite le 5 mai 1934. Il est chef d'état-major général de l'armée (CEMGA), généralissime de 1924 à 1930.
À cause de ces importantes responsabilités, il est l'un des plus influents rédacteurs de la doctrine militaire française dans les années 1920. Il participe à l'établissement de l'Instruction provisoire sur l'emploi tactique des grandes unités publiée en octobre 1921, en vigueur sous une forme modernisée jusqu'à la bataille de France. Le général Debeney insiste cependant sur l'importance de la flexibilité, et de l'adaptation aux réalités en excluant tout dogmatisme. Il est également à l'origine des lois de juillet 1927 et mars 1928 sur l'organisation de l'Armée, organisant l'Armée comme une armée de réservistes, symbole de la « nations en arme » républicaine. Il joue aussi un grand rôle dans les décisions sur l'organisation des défenses de la Ligne Maginot, soutenant l'idée proposée par le général Guillaumat de pôles de résistance (forteresses) plutôt qu'une ligne continue de casemates, comme le propose initialement le maréchal Pétain. La solution finalement retenue par les généraux français en octobre 1927 est celle de régions fortifiées placées près des frontières, semblable à la variante défendue par Debeney.
Il a été décoré de l'ordre de la Francisque sous le gouvernement de Vichy.
Le 29 août 1943, alors qu'il rentrait d'une cérémonie de la Légion française des combattants, il est victime d'un attentat mené par des maquisards et des suites duquel il meurt deux mois plus tard, le 6 novembre.

## Décorations et hommage

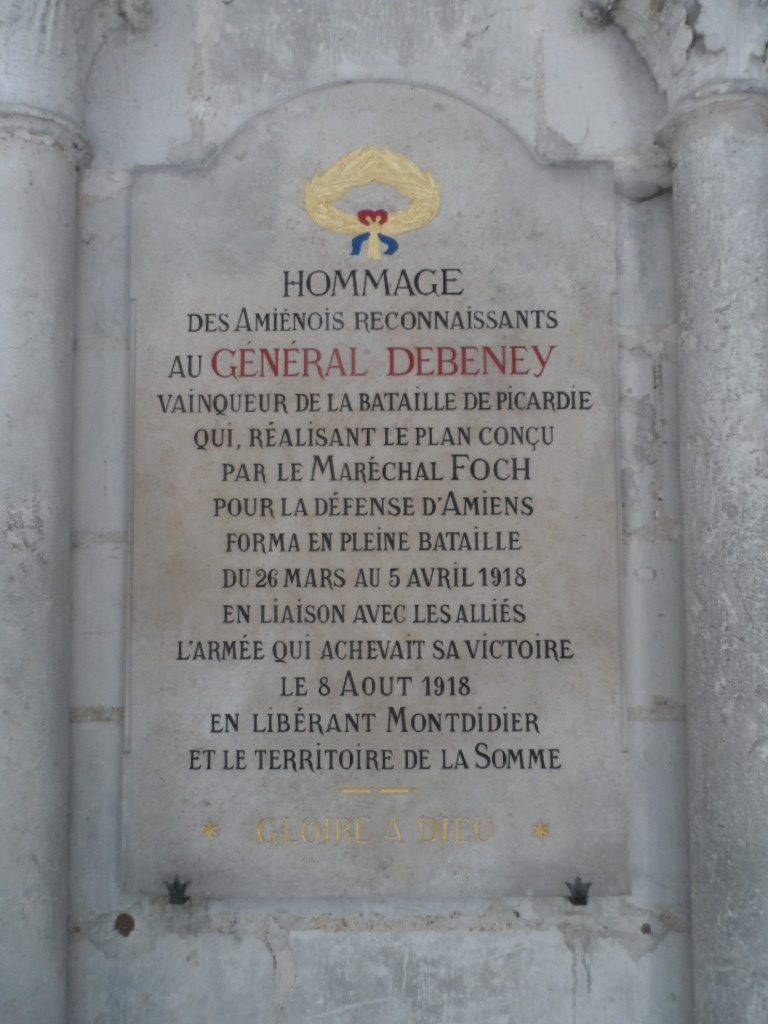
Plaque en mémoire du général Debeney dans la cathédrale d'Amiens.

- Médaille militaire en 1926, suprême récompense pour un général en temps de guerre, distinction qu'il portait d'ailleurs constamment.

(Nota : la médaille militaire se porte en avant la LH pour les officiers généraux ayant commandé au front, attention selon La Grande Chancellerie aucun texte officiel n'existe et il s'agit d'une simple habitude)
- Grand-croix de la Légion d'honneur, le 22 décembre 1923[16],[17],
  -  Grand officier de la Légion d'honneur (Bataille de Saint-Quentin (1918))
  -  Commandeur de la Légion d'honneur (Bataille de la Somme)
- Croix de guerre 1914-1918 avec quatre citations à l'ordre de l'armée
- Officier d'académie par arrêté du 7 février 1914
- Army Distinguished Service Medal[18].
- Croix d'argent de Ordre militaire de Virtuti Militari nr 6147 (Pologne), 1922[19].
- Ordre de la Francisque

## Hommages posthumes
- Quelques rues portent son nom, notamment dans sa ville natale :
  - Bourg-en-Bresse,
  - Bourges,
  - Compiègne.
- Dans la cathédrale Notre-Dame d'Amiens, une plaque à sa mémoire a été apposée sur un des piliers du transept sud.

## Œuvres
- Vauban, Talandier, 1933, 32 p. (conférence à la Sorbonne 14/06/1933)
- Sur la sécurité militaire de la France, Payot, 1930, 130 p.
- L'Évolution de armées modernes, Liège: Georges Thone, 1936, 30 p. (conférence à Liège 29/02/1936)
- La Guerre et les hommes : réflexions d'après-guerre, Paris: Plon, 1937, 382 p. prix de l'Académie française.